# Aleksandr Mijáilov
Aleksandr Ivánovich Mijáilov (Zemetchino, 6 de diciembre de 1905-Moscú, 6 de febrero de 1988) fue un ingeniero, informatólogo y documentalista teórico soviético. En el campo de la información y la documentación. formuló el concepto de Informátika, muy influyente en la URSS y el bloque del Este.

## Biografía
Aleksandr Mijáilov nace en el Imperio Ruso en 1905 y se gradúa en ingeniería industrial en 1931 en el Instituto Mendeléyev de Moscú. Trabajó en el diseño de aviones durante las décadas de los 30 y 40, pero a principios de la década de los 50, cambió de profesión al participar en la creación y desarrollo del centro de documentación soviético VINITI (VINITI Databases RAS), órgano de la Academia de las Ciencias de Rusia, para el tratamiento, almacenamiento y difusión de la información y documentación científica y tecnológica. Aleksandr Mijáilov fue director del centro desde 1956 hasta su muerte en 1988.
Además, Mijáilov se introduce en el ámbito académico de la Información a partir de los 60, llegando a tener un papel destacado en la Federación Internacional de Información y Documentación, siendo vicedirector en dos ocasiones, de 1969 a 1976, y de 1981 a 1988. También fue editor de la revista International Forum for Information and Documentation desde 1975 a 1988.

## Obra académica: concepto de Informática
Aleksandr Mijáilov, además de desarrollar el sistema de información de la extinta URSS, también hizo virar la concepción teórica que se tenía sobre las instituciones documentales, tales como bibliotecas o centros de documentación. Hasta entonces, estas instituciones estaban basadas en la llamada biblioteconomía comunista (o marxista), liderada por Nadezhda Krúpskaya, esposa de Lenin.
Mijáilov, junto a Arkadii Chernyi y Rudhzero Gilyarevskyi, desarrolló el concepto de Informátika, sin haber tenido contacto con su homólogo norteamericano de Information Science. Para estos autores, Informátika es la disciplina que estudia la estructura y las propiedades (no su contenido específico) de la información científica, así como las leyes que rigen la actividad científico-informativa, teoría, historia, metodología y medio óptimo de representación (y registro), así como el resto de eslabones de la cadena documental. Sin embargo, los especialistas de Informátika no pueden evaluar cualitativamente esa información; sólo pueden hacerlo los especialistas en los campos específicos del conocimiento.
En esta nueva disciplina, enunciada en 1966, confluyen tres conceptos: información, información científica y actividad científico-informativa:
- Información: es el material original y consiste en la reunión de datos, mientras que el conocimiento supone ciertos razonamientos y enjuizamientos que organizan los datos mediante su comparación y clasificación.
- Información científica: es el resultado del proceso científico ejercido por el investigador; es decir, la información obtenida durante el proceso de conocimiento, reflejando las leyes del mundo objetivo y que es utilizada en la práctica histórico-social. Mikhailov destaca que para saber si un conocimiento pertenece a la categoría de información científica, solo puede resolverse atendiendo a las condiciones históricas concretas en las cuales, ese conocimiento se convierte en foco de atención. Además, se constata que la información científica no es solo un producto resultantes de la ciencia, sino también de otras actividades productivas y económicas.
- Actividad científico-informativa: es la actividad encargada de recolectar, procesar a través del análisis y la síntesis, almacenar , buscar y diseminar la información científica obtenida en el proceso de conocimiento del mundo objetivo. Para Mijáilov, esta parte es independiente del trabajo científico.

### Nuevas tecnologías
Años más tarde, y ya en solitario, Aleksandr Mijáilov postula que la Informátika es una disciplina cuyo objeto es la correcta creación de sistemas de información que resuelvan eficazmente las necesidades sociales. Por tanto, las tecnologías de la información resultan imprescindibles, al igual que disciplinas como la lógica o la lingüística. El abrazo a la informatización disparó la creación de nueva nomenclatura en el ámbito soviético.

## Obra publicada y premios
Aleksandr Mijáilov publicó, junto a Arkadii Chernyi y Rudhzero Gilyarevskyi, dos obras clave en el ámbito soviético y el bloque del Este sobre ciencia de la información: la primera en 1968, llamada Osnovy Informátiki (Fundamentos de Informátika), y en 1976, Naúcnhye Kommunikatsii i Informátika (Comunicación científica e Informátika).
Mijáilov recibió la Medalla de Oro del Prof Kaula en 1981, prestigioso galardón internacional en ciencias documentales.